# Edgard Lévy
Pour les articles homonymes, voir Lévy.
 Edgard Lévy, né le 4 janvier 1905 à Metz (Moselle  et mort fusillé le 14 juin 1944 à Saint-Flour, dans le Cantal, est un Juif français, résistant et victime de la Shoah en France.

## Biographie
Edgard Lévy est né le 4 janvier 1905 à Metz (Moselle. Il est le fils d’Émile Lévy et de Françoise ("Fanny") Levy.

### Seconde Guerre mondiale
Le 14 juin 1940, Metz est déclarée « ville ouverte ». Le 17 juin 1940, les troupes allemandes entrent dans la ville. L’annexion de l’Alsace et la Lorraine ne laissa pas d’autre choix à la famille Lévy, elle quitter Metzr.
Dès 1942, Edgard Lévy participe à la « Sixième », branche clandestine des Éclaireurs Israélites de France. Son principal secteur d’activité est Limoges (Haute-Vienne). Il est au service des faux papiers. Il a comme responsable Raymond Winter, Josué Lifshitz dit Champagnac, et le rabbin Abraham Deutsch. Il est également chargé avec les frères Gradwohl, Marcel Gradwohl, et Roger Gradwohl, et Raymond Winter de trouver des lieux sûrs pour celles et ceux qui risquaient la déportation et la mort.
Avec l’annonce du débarquement, le 6 juin 1944, les membres de la « Sixième » reçoivent l’ordre de rejoindre un maquis, Raymond Winter, Edgard Lévy, Marcel Gradwohl   et Roger Gradwohl, les deux cousins de Raymond Winter, se retrouvent à Saint-Flour dans le Cantal.
Avant leur arrestation du 10 juin 1944, Raymond Winter, Edgard Lévy, Marcel Gradwohl et Roger Gradwohl passent la nuit chez Alice Ferrières, professeur de mathématiques au collège de jeunes filles de Murat. Elle est la première Française à recevoir, en 1964, la médaille des Justes parmi les nations. Résistante aux côtés de son beau frère Jean Cavaillès, elle aide des réfugiés et des enfants, adolescents « Juifs » à se cacher dans les collèges de la ville ou dans des familles paysannes des environs.
Le 10 juin 1944, les allemands raflent des habitants de Saint-Flour ainsi que Raymond Winter, Edgard Lévy, et les frères Gradwohl.
Le 12 juin 1944 un accrochage a lieu entre FFI et soldats allemands non loin de là, à Murat. Le chef de la Gestapo, Hugo Geissler est tué par des résistants. La répression est terrible. Sur cinquante-trois habitants civils détenus, les allemands choisisent vingt-cinq civils à exécuter en représailles, dont Edgar Lévy, Marcel et Roger Gradwohl, ainsi que Raymond Winter désignés parce que juifs.
Détenus à l’Hôtel Le Terminus à Saint-Flour, ils sont fusillés à six heures du matin le 14 juin 1944, par la Gestapo à Soubizergues, dans la commune de Saint-Georges (Cantal),.

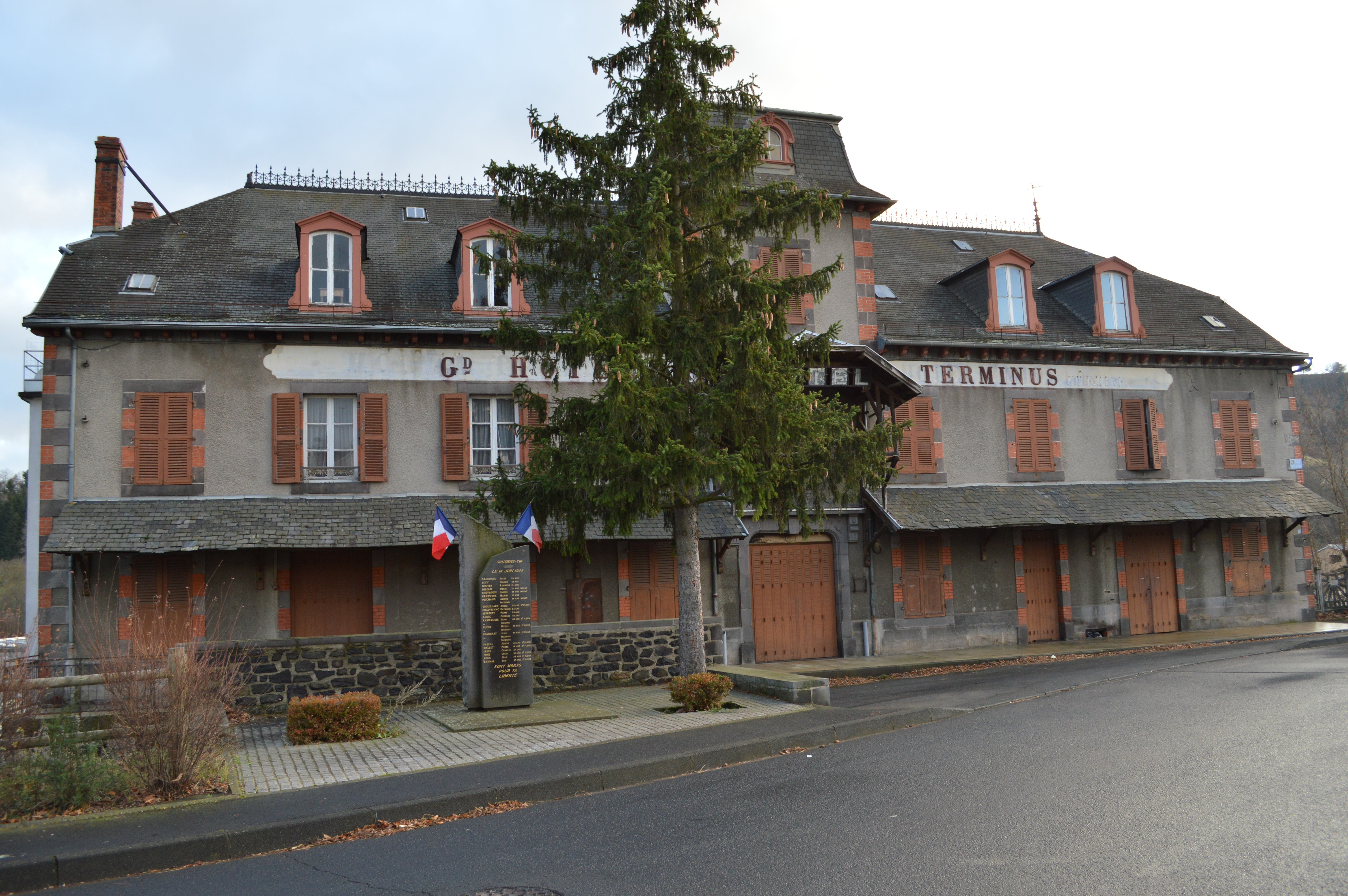
Hôtel Terminus à Saint-Flour, siège de la Gestapo durant l'occupation.

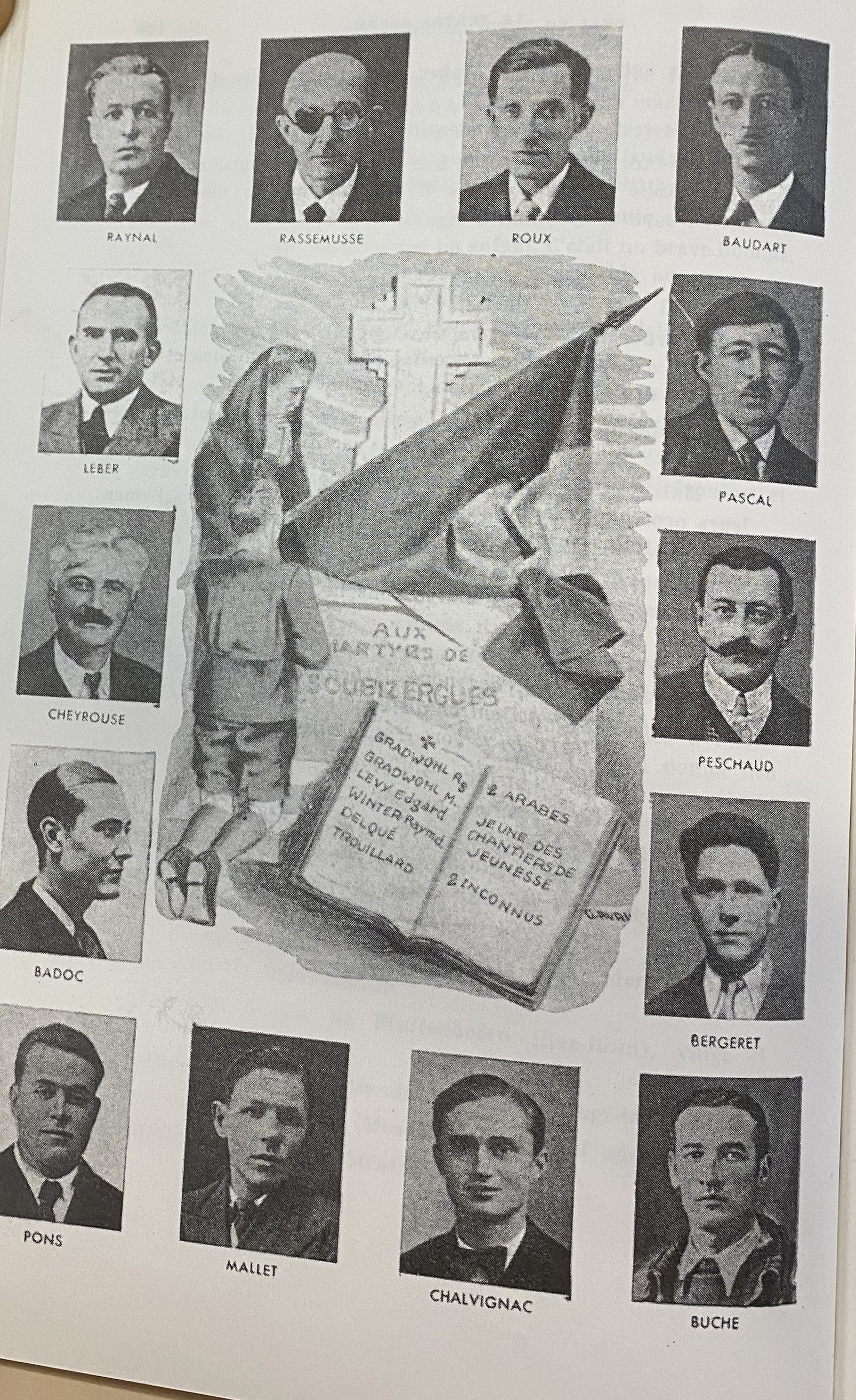
Portraits des victimes de Soubizergues.

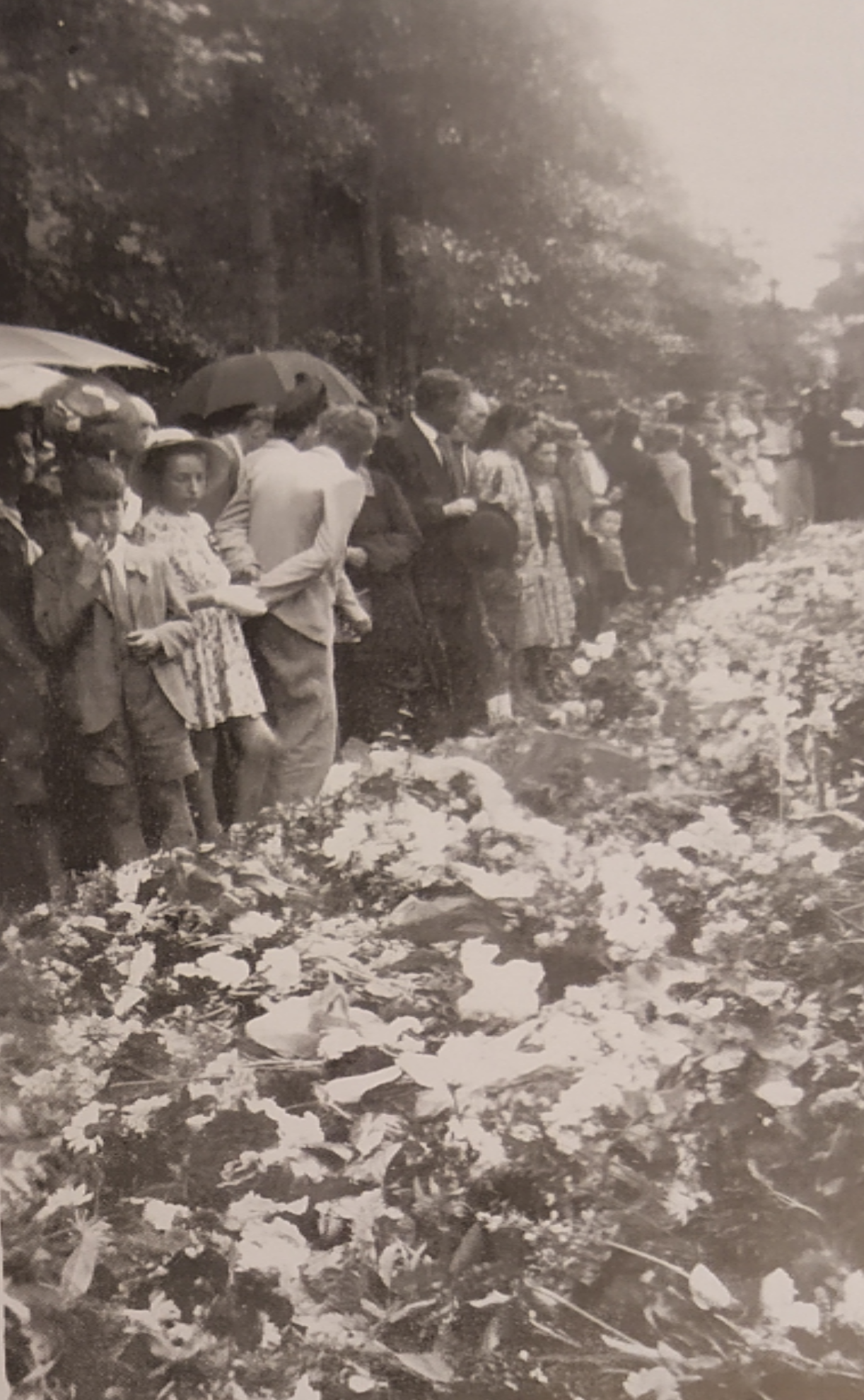
Première cérémonie, le 27 août 1944 en présence de 8000 personnes.

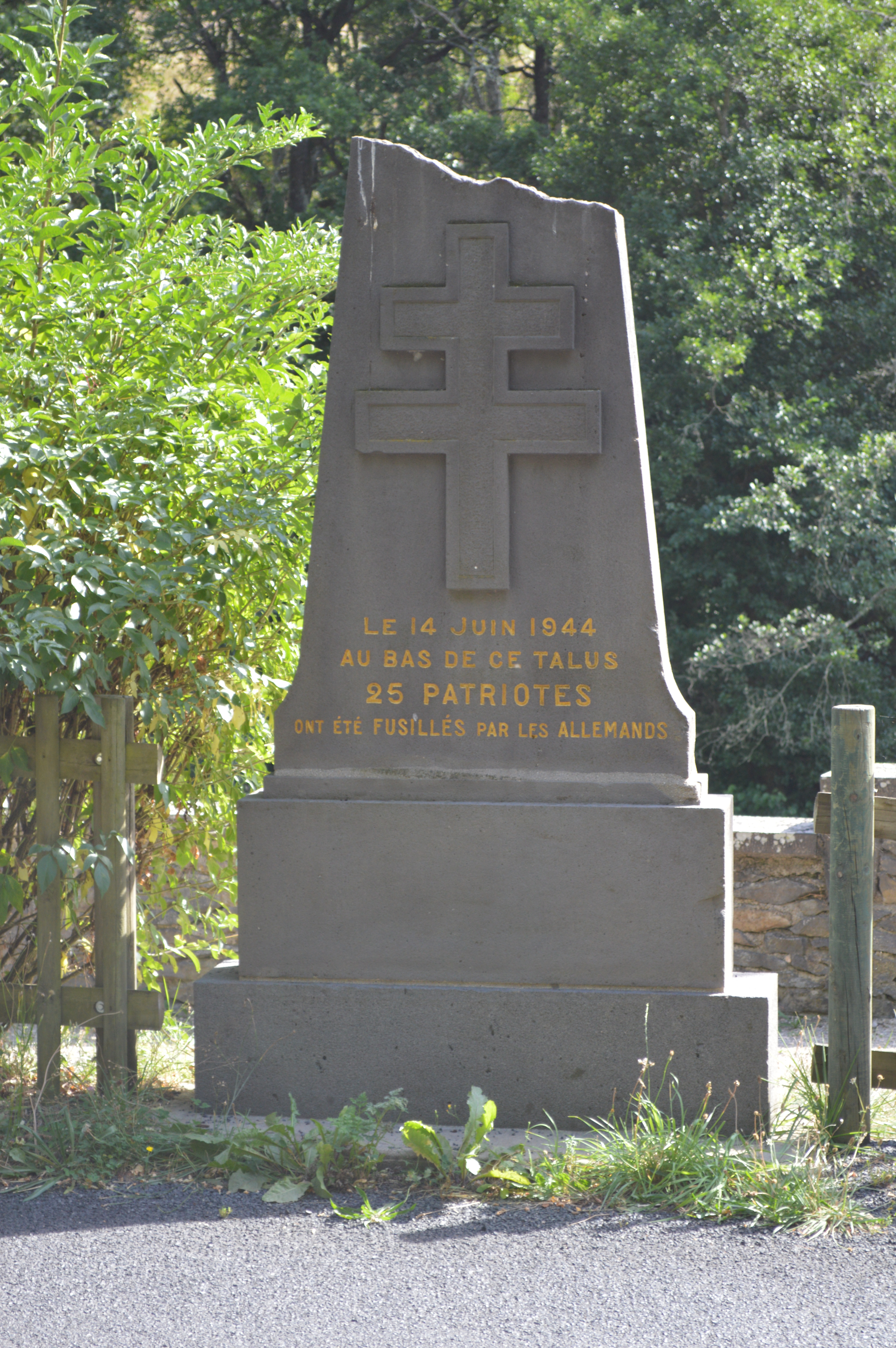
Monument aux fusillés de Soubizergues.

## Mémoire
Le nom d’Edgard Lévy est inscrit:
- sur la stèle de l’Hôtel Terminus à Saint-Flour[6].
- sur le monument aux morts d’Ennery (Moselle)[6].
- sur la plaque en marbre noir posée à l’intérieur de la synagogue de Metz[6].